# Tomomi Okazaki
Tomomi Okazaki, född den 7 september 1971 i Kiyosato, Japan, är en japansk skridskoåkare.
Hon tog OS-brons på damernas 500 meter i samband med de olympiska skridskotävlingarna 1998 i Nagano.